# Нетковиці
Нетковиці (пол. Nietkowice, нім. Deutsch Nettkow, after 1937: Straßburg (Oder)) — село в Польщі, у гміні Червенськ Зеленогурського повіту Любуського воєводства.
Населення — 659 осіб (2011).
У 1975-1998 роках село належало до Зеленогурського воєводства.

## Демографія
Демографічна структура станом на 31 березня 2011 року:
|          | Загалом | Допрацездатний вік | Працездатний вік | Постпрацездатний вік |
| -------- | ------- | ------------------ | ---------------- | -------------------- |
| Чоловіки | 336     | 67                 | 242              | 27                   |
| Жінки    | 323     | 67                 | 190              | 66                   |
| Разом    | 659     | 134                | 432              | 93                   |